# منجد المدرس
منجد المدرس (تُكتب بالإنجليزية: Munjed Al Muderis) ـ (ولد سنة 1972) هو جرّاح عظام وأستاذ جامعي وناشط حقوقي ومؤلف أسترالي، عراقي المولد، يعمل أستاذًا مشاركًا لجراحة العظام في مدرسة الطب بجامعة نوتردام أستراليا في مدينة سيدني ومحاضرًا إكلينيكيًا بجامعة ماكواري والمدرسة الأسترالية للطب المتقدم.

## حياته
ولد المدرس في العراق سنة 1972، وحصل على الثانوية العامة من كلية بغداد سنة 1991، ثم التحق بكلية طب جامعة بغداد، حيث تخرج سنة 1997.
ترك المدرس العراق في العام الأول من عمله الطبي، وكان السبب ـ وفقًا لروايته ـ هو واقعة شهدها في المستشفى الذي كان يعمل فيه سنة 1999، عندما جاءت الشرطة العسكرية بمجموعة من الجنود الفارين من الخدمة العسكرية، آمرة الأطباء ببتر آذانهم، ولما رفض رئيس قسم الجراحة تنفيذ الأوامر، قُتل أمام زملائه.
قرر المدرس الفرار من العراق، فسافر أولًا إلى إندونيسيا ، حيث استقل قاربًا وضيعًا مزدحمًا باللاجئين إلى أستراليا.
بعد وصول المدرس إلى أستراليا، احتُجز ورفاقه عشرة أشهر في ظروف قاسية في معسكر كيرتن للاجئين في أستراليا الغربية، ولم يطلق سراحه إلا في 26 أغسطس 2000.
بعد إطلاق سراح المدرس، نجح في الحصول على وظيفة طبيب مقيم بقسمي الطوارئ وجراحة العظام بمستشفى قاعدة ميلدورا، ثم انتقل إلى ملبورن بعد أربعة أشهر، ثم عمل بمستشفى ولونغونغ حيث عمل لمدة عام قبل أن يعمل عامًا آخر في مستشفى كانبرا.
في سنة 2008، حصل المدرس على زمالة كلية الجراحين الملكية الأسترالاسية في جراحة العظام، ثم بدأ دراساته التخصصية في جراحات استبدال المفاصل في سيدني ثم في برلين، وتخصص في جراحات مفصلي الركبة والورك والإصابات وجراحات الاندماج العظمي، وهو رئيس المجموعة الأسترالية للاندماج العظمي.

## مبتكراته
ابتكر المنجد طريقة للحم الأطراف الاصطناعية المصنوعة من مادة التيتانيوم التي يركبها للمصابين مع العظم البشري. وابتكر تقنية جديدة غير مسبوقة في العالم، تتمثل بربط الأعصاب والعضلات مع الروبوت الذي بدوره يتحرك فورا مع تفكير الشخص بأداء الحركة.

## نشاط سياسي وحقوقي
شارك المدرس في حملة بعنوان «جئت على متن قارب» (بالإنجليزية: I came by boat)‏ لتوعية الأستراليين بأحوال اللاجئين، وهي عبارة عن لوحات اعلانية نُشرت في مواقف الباصات وأماكن أخرى حاملة هذه العبارة.

## حياته الخاصة
يعيش المدرس في سيدني مع زوجته إيرينا، وهي طبيبة عامة، وابنتهما صوفيا.

## مؤلفاته
- السير حرًا (سيرة ذاتية): كتبها بالاشتراك مع باتريك ويفر ونُشر سنة 2014، ويحكي تجربته بعد فراره من العراق ولجوئه إلى أستراليا.[2]

## وصلات خارجية
- الصفحة الرسمية على الإنترنت